# Tabi Manga
Luc Landry Tabi Manga (Yaoundé, 20 marzo 1994) è un calciatore camerunese, difensore del KTP.

## Carriera
In carriera ha giocato 10 partite di qualificazione alle coppe europee, di cui 1 per la Champions League e 9 per l'Europa League.